# Försvarets fredsorganisationsutredning
Försvarets fredsorganisationsutredning (FFU) var en svensk statlig kommitté åren 1967–1977 tillsatt av Kunglig Majestät (regering Erlander III). Kommittén fick den 3 februari 1967 regeringens bemyndigande att utreda möjliga lämpliga strukturförändringar i Försvarsmaktens fredsorganisation. Kommittén verkade fram till 1977 och deras utredningar låg grund till försvarsbeslutet 1968, försvarsbeslutet 1972, försvarsbeslutet 1977. Kommitténs utredningar låg även till grund till andra propositioner där regeringen föreslog förändringar i fredsorganisation. Försvarets fredsorganisationsutredning leddes åren 1967–1971 av landshövdingen Eric Wesström och åren 1972–1975 av riksdagsmannen Gunnar Gustafsson.
Fram till 1975 hade Försvarets fredsorganisationsutredning delgett nio betänkanden.
- Maj 1967 förslag om indragning av Göta flygflottilj (Ds Fö 1967:4)
- December 1967 förslag om indragning av Södertörns flygflottilj och Roslagens flygkår (Ds Fö 1967:16)
- December 1968 förslag om organisation av flygvapnets förband inom Stockholmsområdet (Ds Fö 1968:5)
- December 1969 förslag om indragning av flottiljadministrationen vid Östgöta flygflottilj (Ds Fö 1969:5)
- Mars 1970 förslag om ett nytt förband i Norrland, del 1 (Ds Fö 1970:6)
- April 1971 förslag om ett nytt förband i Norrland, del 2 (Ds Fö 1971:1)
- December 1972 förslag om vissa förändringar i arméns fredsorganisation (Ds Fö 1972:4)
- November 1973 förslag om ändringar i flygvapnets fredsorganisation (Ds Fö 1973:2)
- Januari 1974 förslag om fredsorganisationen på Gotland (Ds Fö 1974:1)